# Burr Oak (Iowa)
Burr Oak – obszar niemunicypalny w hrabstwie Winneshiek, w stanie Iowa, w pobliżu granicy z Minnesotą. Aktualnie liczy około 100 mieszkańców.

## Turystyka

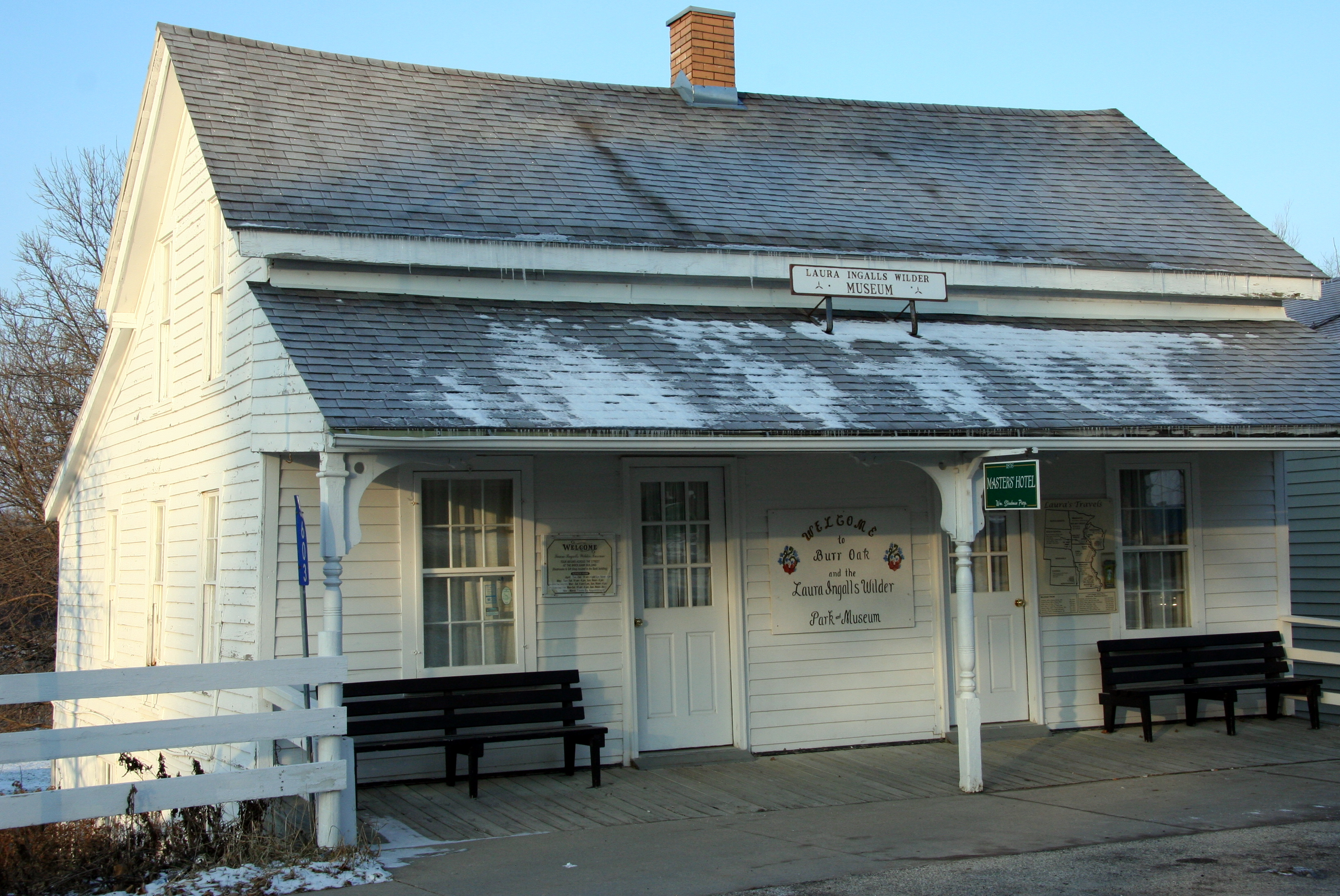
hotel, w którym przez część okresu spędzonego w Burr Oak mieszkali i pracowali Ingallsowie; dziś muzemu

Atrakcją turystyczną osady jest Muzeum Laury Ingalls Wilder, która mieszkała tu z rodzicami i siostrami w latach 1876–1877. Urodziła się tu najmłodsza z jej sióstr – Grace.